# Saldoida slossonae
Saldoida slossonae är en insektsart som beskrevs av Henry Fairfield Osborn 1901. Saldoida slossonae ingår i släktet Saldoida och familjen strandskinnbaggar.

## Underarter
Arten delas in i följande underarter:
- S. s. slossonae
- S. s. wileyae